# ابن يعقوب المكي
تاج الدين بن أحمد بن إبراهيم الأنصاري المدني المكّي المشهور بـابن يعقوب (؟ - 4 يناير 1656) (؟ - 8 ربيع الأول 1066) فقيه وقاضي مالكي وشاعر وكاتب حجازي من أهل القرن الحادي عشر الهجري/السابع عشر الميلادي. ولد في مكة في عائلة مدنية ونشأ فيها وتلقّى علومه على عبد القادر الطبري وغيره من علماء عصره. ثم تولّى التّدريس في المسجد الحرام كما تولّى القضاء أيضًا. توفي في مکة. له مؤلفات عدة في الفقه والعقائد والأدب وله أشعار. وصفه الزركلي «كان حسن الإنشاء وفي شعره رقة.» 

## سيرته
تاجُ الدين بن أحمد بن إبراهيم بن تاج الدين بن محمد...بن محمد بن يعقوب الأنصاري المكّي، يعرف بابن يعقوب. ولد في مكة في سنة غير معلومة وأصله من المدينة ونشأ فيها وتلقّى علومه على نفر منهم: عبد القادر بن محمد الطبري، وخالد المالكي. 

تولّى التّدريس في المسجد الحرام كما تولّى القضاء أيضًا. 

توفي ابن يعقوب في ثامن ربيع الأول 1066 هـ/ 4 يناير 1656.

## مهنته
وصفه الزركلي «كان حسن الإنشاء وفي شعره رقة.» كان تاجُ الدين بن يعقوب عالمًا وخطيبًا قديرًا وواعظًا. وكان أديبًا حَسَنَ الإنشاء والتَّرَسُّل وشاعرًا واضحَ المعاني سهل التراكيب مع ميلٍ إلى الصَّناعة، في وجوه البلاغة، وإلى لزوم ما لا يَلزَم، في القوافي. وشعرهُ وصفٌ ومدحٌ ونسيبٌ وإخوانيّات في قصائد طوالٍ ومقطّعاتٍ. وله كتب ومصنفات في الدين والأدب. من شعره من خلاصة الأثر:
وقال في مليحة اسمها غربية:
ومنه ما كتبه إلى محمد بن أحمد حكيم الملك وهو باليمن وصدره بهذه الأبيات من شعره:

## مؤلفاته
- تاج المجاميع: وهو ديوان أو مجموع فيه مكاتباتُه ومُراسلاته وفتاويه، جمعه ابنُهُ محمد.
- مجموعٌ: فيه خُطَبٌ لإيامِ الجَمَعِ وللأعياد وللاستِسقاء
- بيانُ التَّصديق: رسالة في العقائد
- منهاج التَّرجيح والتَّجريح
- تطبيقُ المَحوِ بعدَ السَّهو على قواعد الشَّريعة والنَّحو
- شروحٌ على أبياتٍ من الشعر
- إجادة النجدة بمنع القصر في طريق جدة
- الهوامل المغدقة بالدلائل المحدقة
- تثقيف وعي اللباب بتلقيف مناسبة الآية وأحاديث بدء الوحي للباب